# Rijksburcht Cochem
De Rijksburcht Cochem (Duits: Reichsburg Cochem) is een op een bergkegel gelegen hoogteburcht in het Duitse Cochem aan de Moezel. De beeldbepalende rijksburcht ligt 100 meter boven de stad en diende in de middeleeuwen als tolburcht. De burcht werd volgens naar waarschijnlijkheid omstreeks 1100 opgericht. Na de verwoesting in 1689 door de Fransen werd de burcht 200 jaar later door Louis Fréderic Jacques Ravené conform de mode van de romantiek herbouwd. De Cochemer burcht is daarmee een goed voorbeeld van een bouwwerk dat in de neogotische stijl in de periode van het historisme werd opgetrokken.

## Geschiedenis

### Stichting door de paltsgraven
Mogelijk werd de burcht rond het jaar 1000 door de paltsgraaf Ezzo gesticht. In een door paltsgraaf Willem van Ballenstedt opgesteld document van 17 maart 1130 werd het burchtcomplex voor het eerst genoemd, al in deze tijd werd er "voor de burcht van ons erfgoed, dat Cochem genoemd wordt" scheepstol geheven. Bovendien werd in de omstreeks 1105 opgetekende levensbeschrijving van de Keulse aartsbisschop Anno II († 1075) melding gemaakt dat de waanzinnige paltsgraaf Hendrik II er zijn echtgenote had vermoord. Hiermee kan met zekerheid worden vastgesteld dat de burcht rond 1100 reeds moet hebben bestaan.

### Rijksburcht
Na de dood van de kinderloze graaf Willem van Ballenstedt brandde er een erfstrijd los tussen Herman van Stahleck en Otto de Jongere van Rheineck. Koning Koenraad III maakte een einde aan de schermutselingen en veroverde in 1151 de burcht. Daarmee bevestigde Koenraad zijn koninklijke autoriteit. Aansluitend werd de burcht de bestuurszetel voor het omliggende rijksgoed en vanaf dat moment behoorde Cochem tot de rijksburchten. In de daarop volgende periode werd de burcht bestuurd door burchtmannen en later ook door ministerialen.

### Keur-Trier
Om zijn kroning te kunnen bekostigen liet koning Adolf van Nassau de burcht, de stad en het omliggend gebied met vijftig nederzettingen verpanden aan de aartsbisschop van Trier, Bohemond I van Warnesberg. Zijn opvolger, Albrecht I, kon echter de verplichtingen niet nakomen en benoemde daarom ter compensatie de aartsbisschop van Trier tot burggraaf van Cochem. Het ambt werd in 1298 door de koning samen met de bevoegdheid om recht te spreken en de lucratieve Moezeltol als erfelijk bepaald. Tot aan het Reichsdeputationshauptschluss in 1803 bleef de burcht een belangrijk bestuurscentrum van Keur-Trier. Onder het bewind van keizer Karel IV ging het eigendom van de burcht ten slotte ook over op het aartsbisdom Trier. Dankzij de tol en de economische en bestuursrechten waren de door Keur-Trier benoemde burggraven machtige edelen in het Heilig Roomse Rijk. Vanaf 1419 werden de burggraven echter vervangen door Trierse bestuurders. Het burchtcomplex werd van de 14e tot de 16e eeuw sterk uitgebreid en verbouwd. Tijdens opruimwerkzaamgheden ontdekte men in de tweede helft van de 19e eeuw dat de burcht om de toegang te beveiligen drie poortgebouwen kende.

### De verwoesting

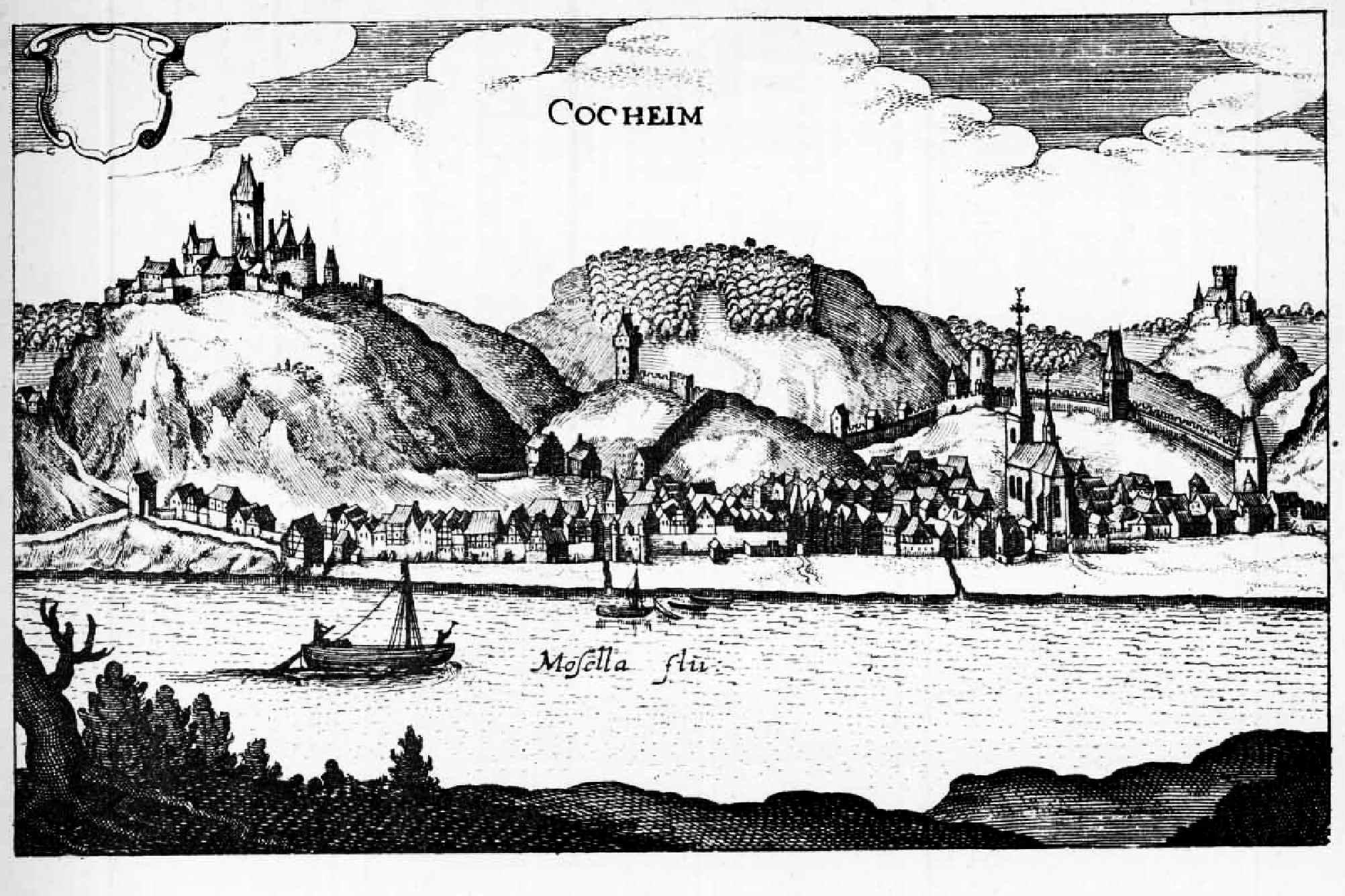
De burcht in 1646

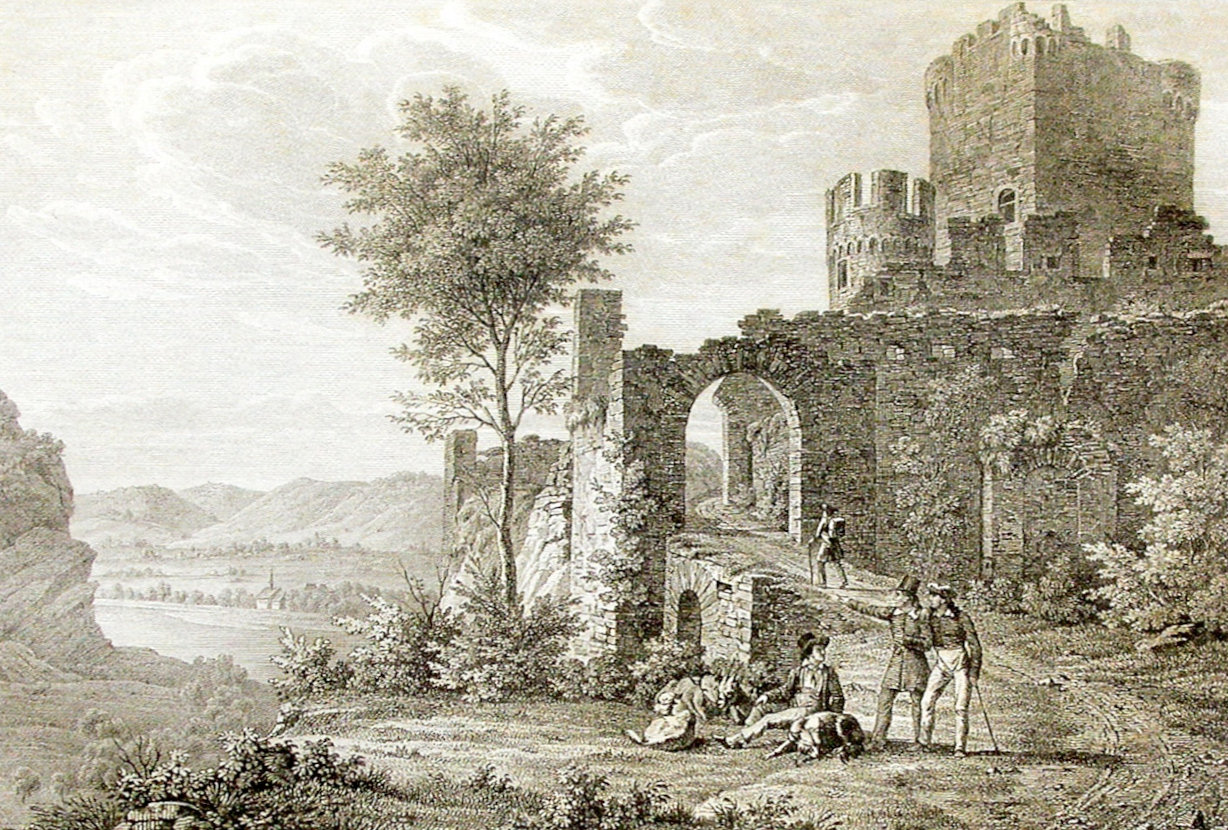
Burchtruïne 1822

De burcht werd tijdens de Paltse successieoorlog in 1673 door troepen van de Franse koning Lodewijk XIV beschoten en op 8 november 1688 door Franse soldaten bezet. Nadat in maart van het daaropvolgende jaar heel Cochem door de Fransen werd bezet, verordonneerde de bevelhebber van de Franse troepen op 19 mei 1689 de verwoesting van het burchtcomplex. Dit lot deelde de burcht met vele andere burchten in de Palts. De ruïne werd in 1697 met de Vrede van Rijswijk door Lodewijk XIV teruggegeven, maar bijna een eeuw later volgde tijdens de Eerste Coalitieoorlog een nieuwe bezetting door de Franse revolutietroepen in 1794. Deze bezetting werd geformaliseerd in de Vrede van Bazel (1795) voor het ganse Moezelgebied. Na het Congres van Wenen kreeg Pruisen het bezit van de burchtruïne in handen.

## Herbouw

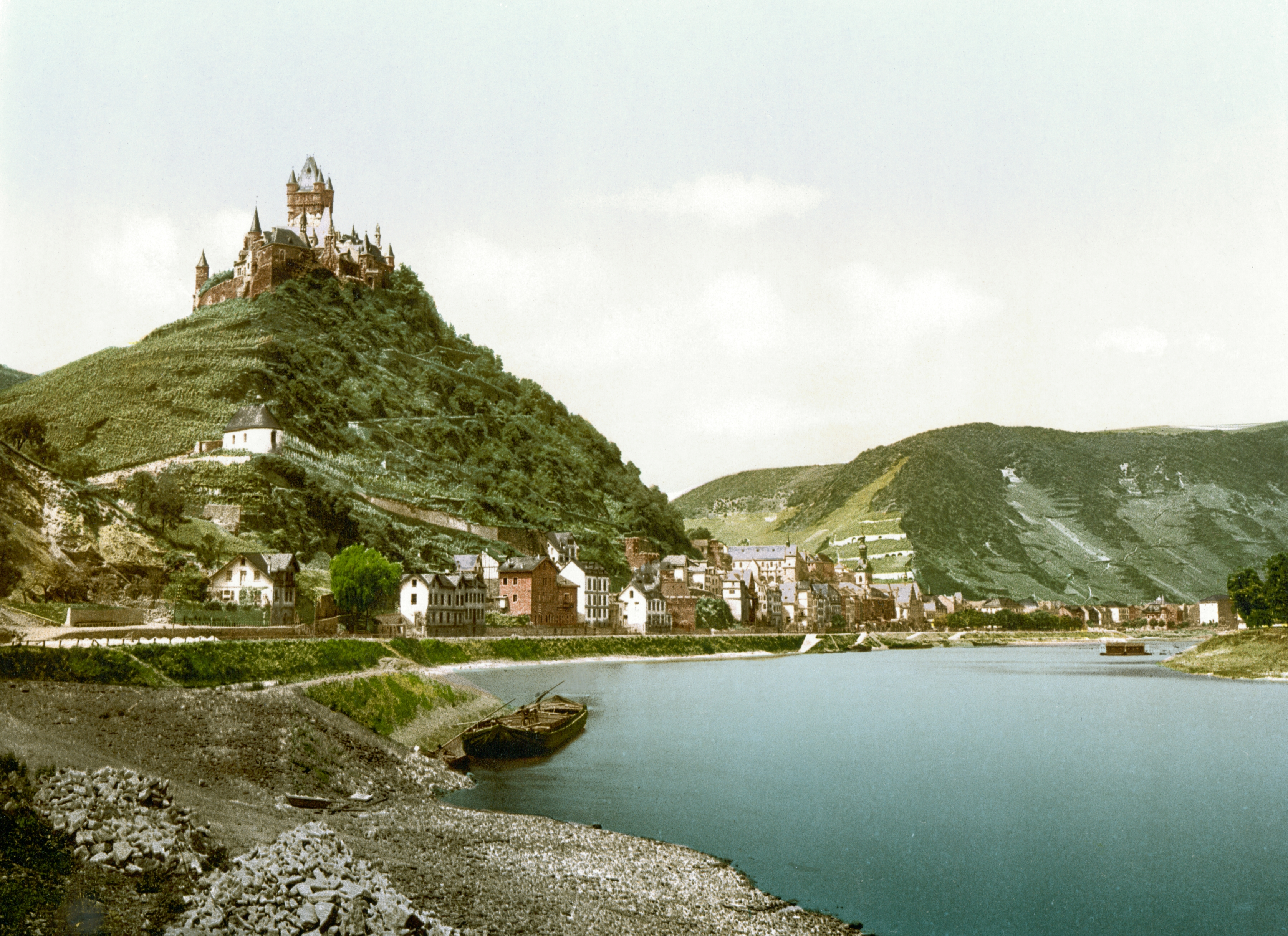
De burcht in 1900

Op 26 september 1868 kocht de Berlijnse industrieel Louis Fréderic Jacques Ravené (1823–1879) de ruïne op voor het symbolische bedrag van 300 goudmarken. Hij had het voornemen om de burcht als zomerresidentie voor zijn familie in neogotische stijl te herbouwen. Op dat moment stond er nog slechts een hoofdtoren met een ernaast staande ronde, met middeleeuwse fresco's versierde, trappentoren. Na de voorbereidende werkzaamheden werd er vanaf 1869 begonnen met de bouw van een met kantelen versierde ringmuur. In 1870 werden de fundamenten van het middeleeuwse bouwwerk blootgelegd. De wederopbouw van de burcht, die voornamelijk van 1874 tot 1877 plaatsvond, betrof geen nauwgezette reconstructie maar een vrije interpretatie. De middeleeuwse hoofdtoren werd verhoogd met nog een verdieping en versierd met vier torentjes en de heksentoren werd samen met de fresco's gerestaureerd en van een kegeldak voorzien. Na de dood van Louis Fréderic Jacques Ravené in 1879, het jaar waarin ook de burchtkapel werd ingewijd, zette zijn zoon Louis August Ravené het werk voort. De werkzaamheden duurden voort tot 1890. Louis August Ravené richtte de burcht met een omvangrijke kunstcollectie in, die echter in de Tweede Wereldoorlog voor een groot deel verloren ging.
In 1942 werd de burcht door de familie Ravené verkocht aan de overheid. Rijksminister Otto Georg Thierack liet er in 1943 een NSDAP-scholingsoord voor juristen inrichten. In de nationaalsocialistische periode werd ook het in 1870 door een Italiaanse kunstenaar vervaardigde mozaïek van de heilige Christoffel vernield. Na de Tweede Wereldoorlog viel de burcht in 1947 toe aan de deelstaat Rijnland-Palts en deden de gebouwen dienst als bestuursopleiding. In 1978 kocht de stad Cochem het complex voor DM 664.000.

## Huidig gebruik
In de burcht is een museum gevestigd. In de periode februari tot november worden er rondleidingen gegeven om de burcht te bezichtigen. De burcht beschikt over 50 ruimten, waarvan er tijdens een rondleiding 7 kunnen worden bezocht. De ruimten van de burcht zijn in de stijl van de neorenaissance en neobarok ingericht en bevatten talloze waardevolle meubelstukken, tapijten, schilderijen en historische kachelovens.

## Afbeeldingen

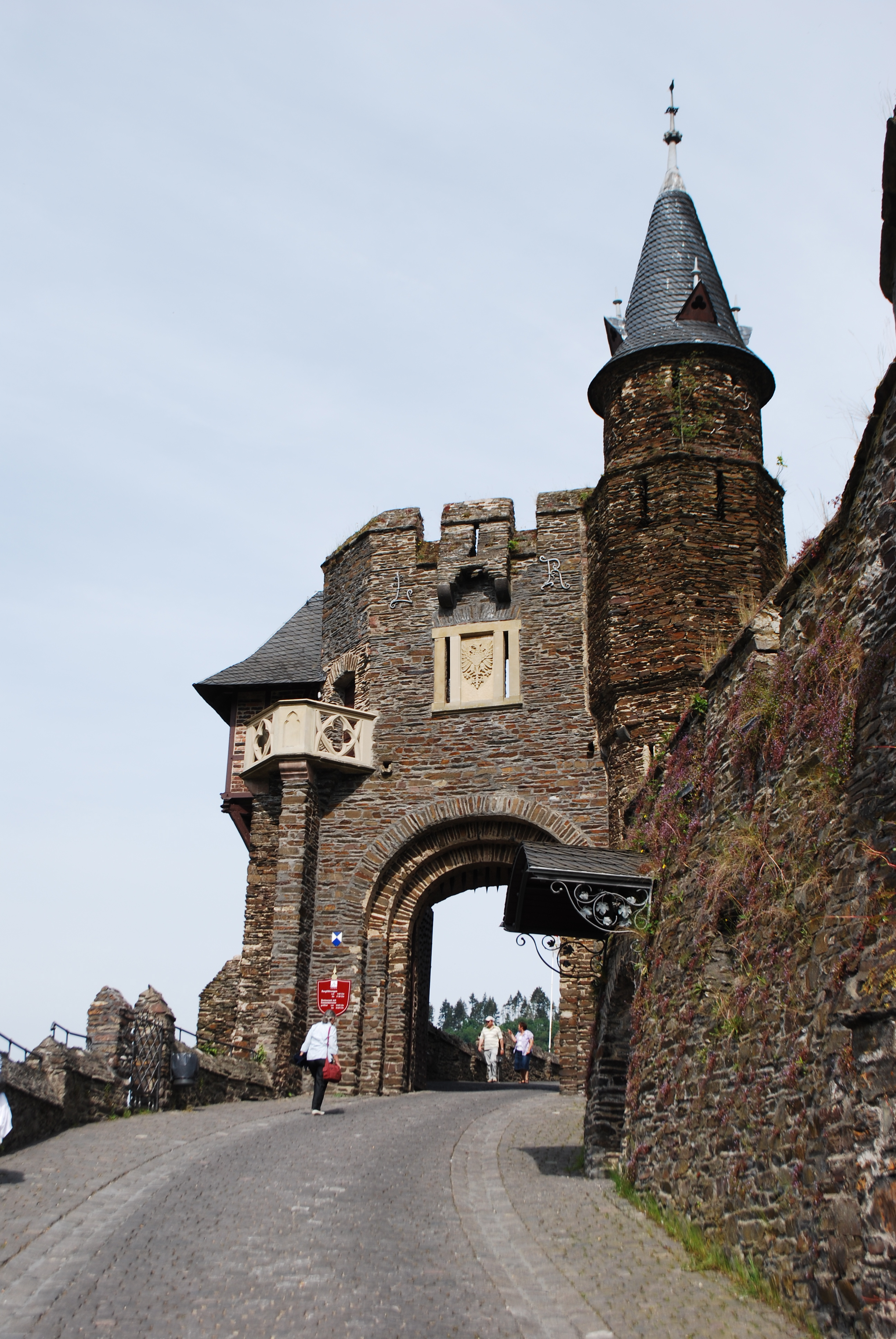
Poortgebouw
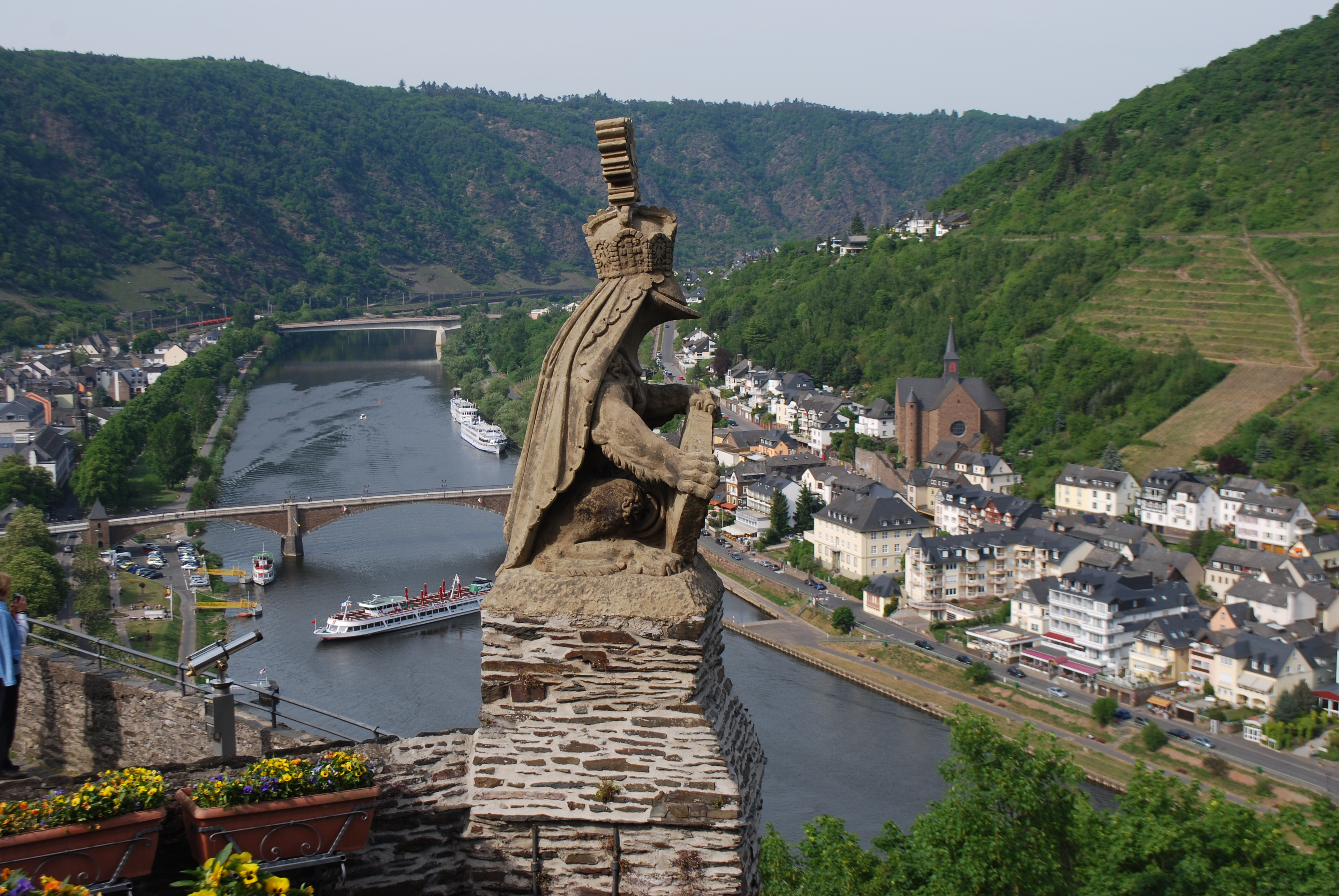
Het zicht vanaf de burcht over de Moezel
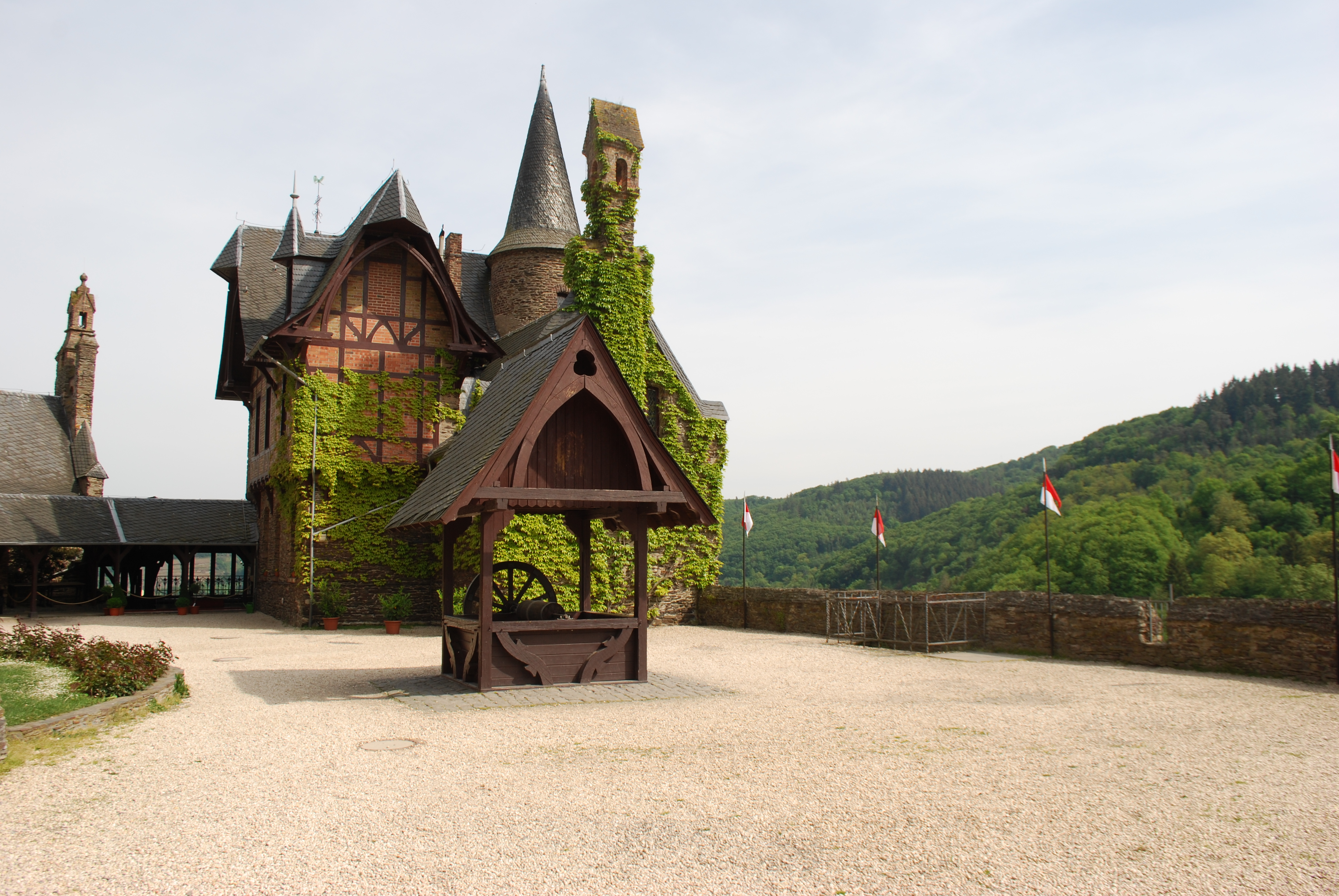
De 50 meter diepe put op de binnenplaats
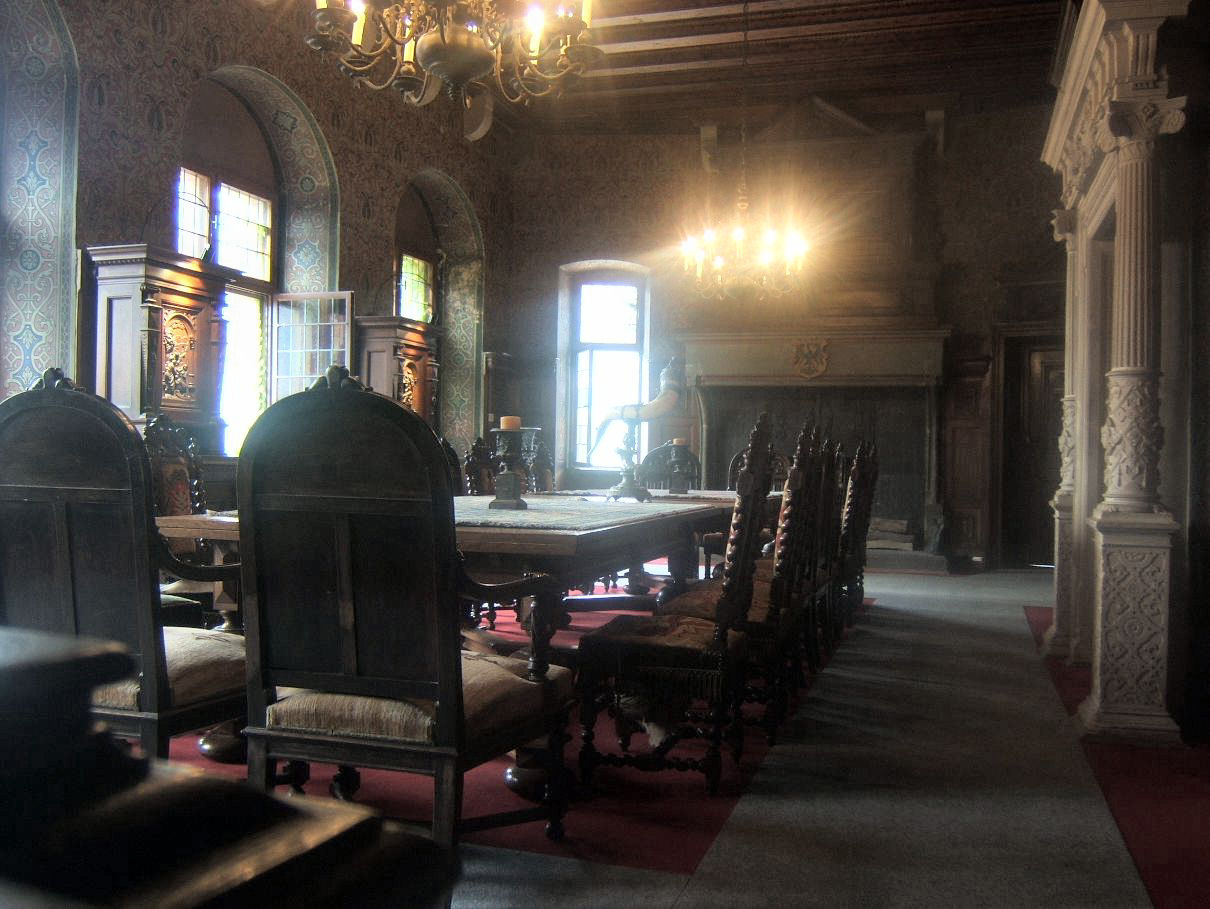
Eetzaal
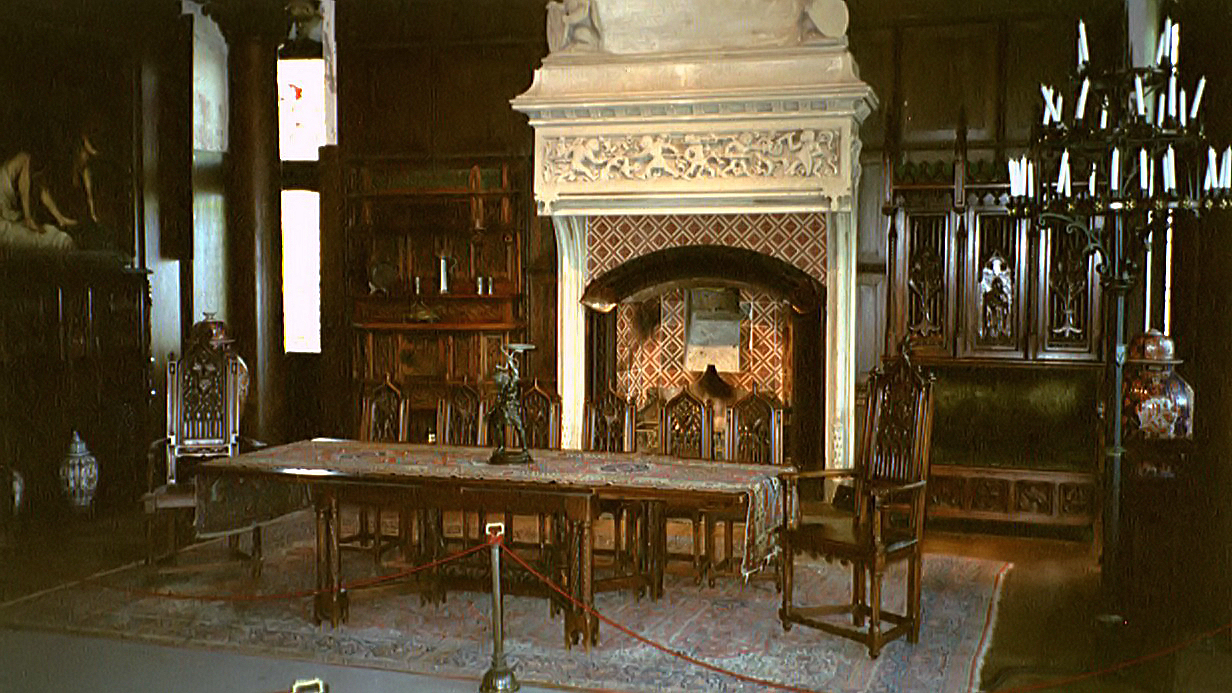
Ridderzaal
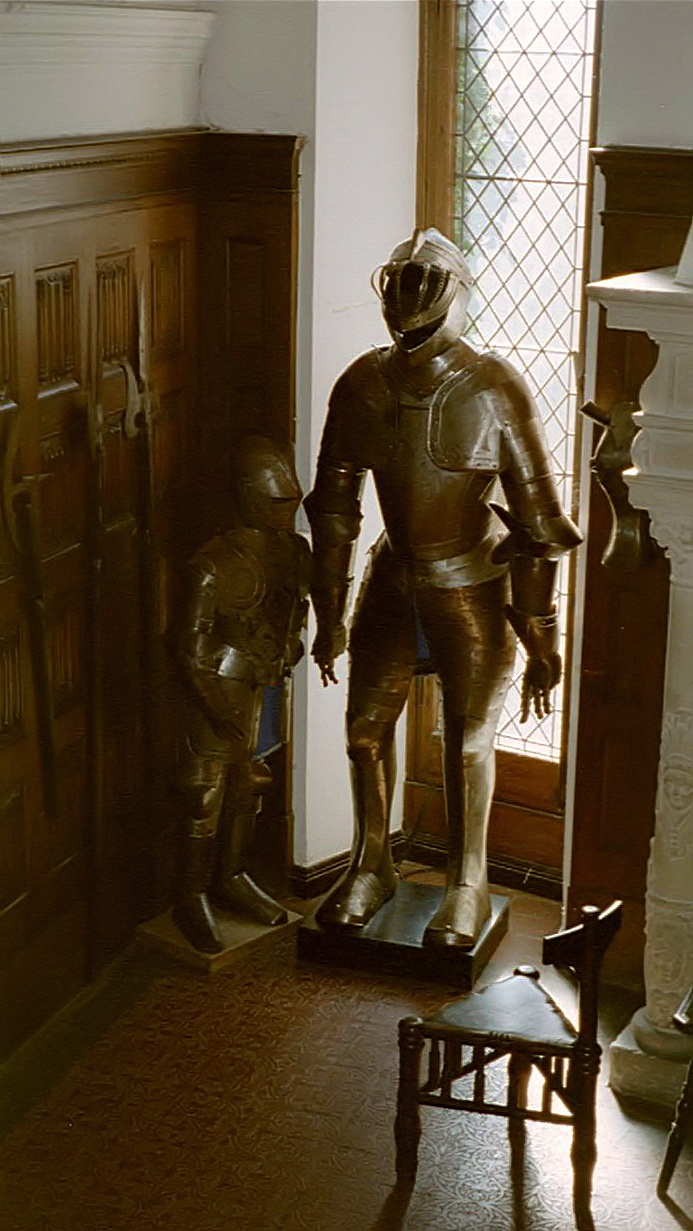
Harnassen
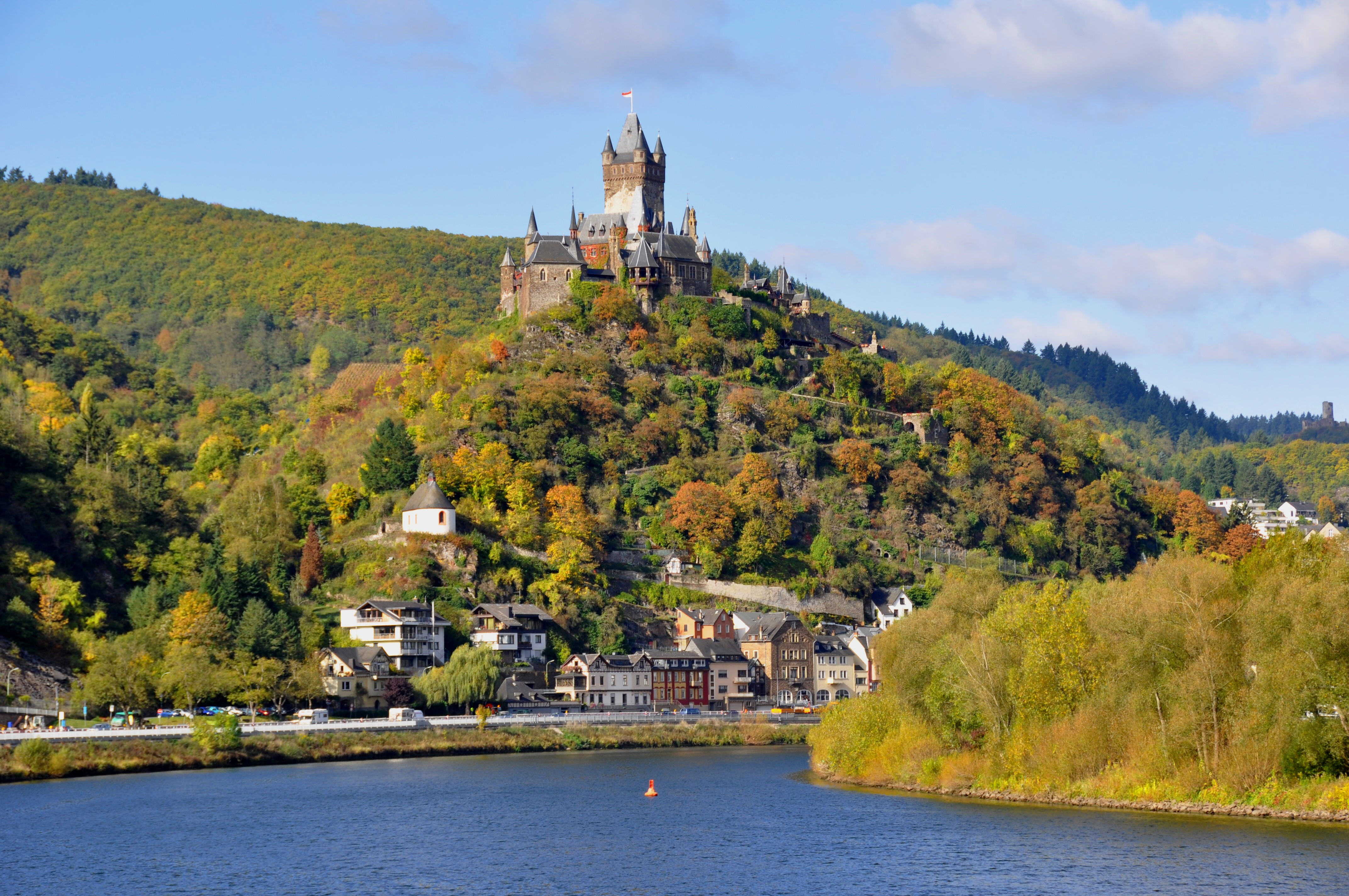
De Rijksburcht en de Moezel